# Rittochino
Il rittochino o sistemazione a rittochino è una sistemazione idraulico-agraria dei terreni declivi. Si tratta probabilmente della più antica sistemazione adottata in molte regioni collinari dell'Italia .

## Caratteristiche

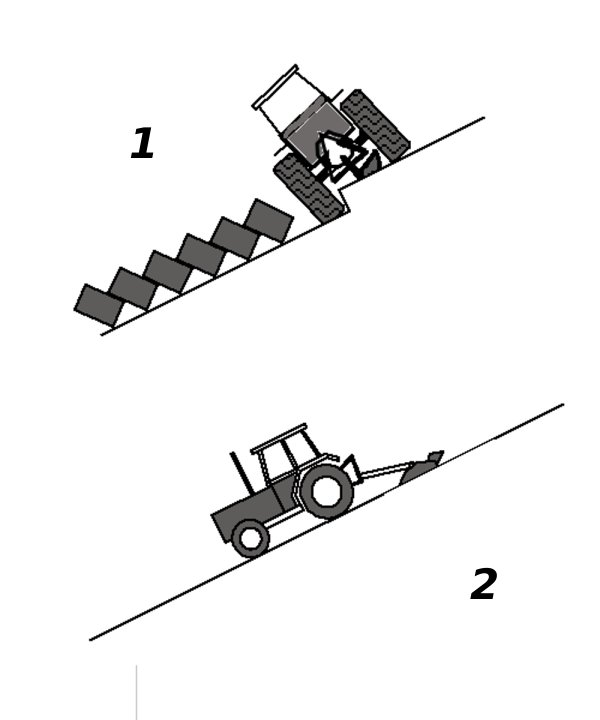
Aratura su terreni declivi
1. In quota
2. A rittochino

Il nome della sistemazione deriva dal fatto che le direttrici su cui si sviluppano le unità colturali e i manufatti idraulico-agrari seguono le linee di massima pendenza: le lavorazioni, i filari delle piante arboree e le scoline (acquidocci) si sviluppano in senso ortogonale alle curve di livello in modo da favorire il rapido deflusso delle acque meteoriche evitando che si infiltrino in quantità eccessive nel terreno.
Poiché questo sistema predispone il terreno all'erosione, la lunghezza degli appezzamenti deve essere rapportata alla pendenza : in media si adottano lunghezze di 60-80 m, con variazioni da minimi dell'ordine di poche decine di metri, per pendenze notevoli (20-30%), a massimi dell'ordine di 100-200 metri, per pendenze modeste (5-10%). Le testate di questi appezzamenti sono servite da infrastrutture temporanee o permanenti, come scoline (capofossi), fossi acquai, capezzagne, filari di piante arboree, dislocate a girapoggio, allo scopo di interrompere il deflusso dell'acqua evitando che questa raggiunga velocità tali da favorire l'erosione.
L'eventuale presenza di filari di piante arboree e di scoline con direzione secondo le linee di pendenza dipende dalle consuetudini locali. Le sistemazioni più semplici consistono in una lavorazione eseguita sull'intera superficie seguendo le linee di massima pendenza, fermo restando l'approntamento di manufatti che interrompano il deflusso dell'acqua in discesa.

## Condizioni operative
Le lavorazioni che richiedono elevate forze di trazione, come ad esempio l'aratura, si eseguono in generale procedendo in discesa e con ritorno a vuoto in salita. I presupposti per la lavorazione in salita, infatti, sono sfavorevoli in quanto alla resistenza offerta dal terreno si somma la forza di gravità. Le prerogative del rittochino oppongono dei limiti di natura tecnica e di sicurezza e, sotto un altro aspetto, di natura ambientale.
La lavorazione in salita richiede elevate forze di trazione, ma soprattutto, la distribuzione delle forze in gioco predispone il trattore al ribaltamento longitudinale in quanto la proiezione verticale del baricentro può trovarsi dietro l'assale posteriore generando un momento. Questo rischio è aumentato da tre differenti fattori:
- pendenza del terreno;
- sbilanciamento del peso sulla parte posteriore nei trattori a due ruote motrici;
- tenacità del terreno dovuta a particolari condizioni di umidità e tessitura.

Il limite di natura ambientale è dovuto al fatto che la lavorazione in discesa tende, nel tempo, a spostare la massa del terreno verso valle, riducendo la potenza del terreno  sul pendio. D'altra parte questa lavorazione è stata sfruttata nel corso dei secoli per la messa a coltura dei calanchi in alcune regioni appenniniche, riducendo la pendenza media e aumentando la potenza del terreno nel fondovalle e nella fascia pedemontana.

## Finalità, vantaggi e svantaggi
La sistemazione a rittochino si adatta probabilmente alle condizioni idrogeologiche di molti ambienti italiani, dove frequentemente si rivengono suoli a tessitura argillosa. Rispetto alle sistemazioni che, in misura più o meno marcata, seguono le linee di livello (girapoggio, cavalcapoggio, ecc.), il rittochino presenta soprattutto dei vantaggi operativi in quanto rende agevole l'esecuzione delle operazioni colturali se eseguite in discesa. Questo problema si presenta in particolare con l'aratura. Infatti, la lavorazione eseguita seguendo le linee di livello (aratura in quota) è problematica: il ribaltamento della fetta verso monte è difficoltoso, se non impossibile, oltre certe pendenze ; d'altra parte, il ribaltamento della fetta verso valle, oltre a spostare nel tempo la massa terrosa, predispone pericolosamente il trattore al ribaltamento trasversale, a causa della forte inclinazione, se si esegue l'aratura con le ruote nel solco.
Il rittochino tende a favorire il deflusso superficiale veloce, perciò la lunghezza dei campi deve essere contenuta in funzione inversa alla pendenza del terreno, ponendo dei limiti alla meccanizzazione. D'altra parte il fronte dell'acqua in deflusso viene suddiviso in più rivoli, che scorrono separatamente lungo i solchi lasciati dalle lavorazioni e lungo gli acquidocci, limitando l'effetto erosivo di un fronte unico di deflusso .
Nei suoli suscettibili allo smottamento, il rittochino si rivelerebbe la migliore soluzione  in quanto, favorendo il deflusso superficiale, previene l'infiltrazione di eccessivi quantitativi d'acqua piovana nel terreno. Questi suoli, fondamentalmente caratterizzati da una tessitura argillosa, da una discreta profondità e da particolari condizioni di giacitura su strati sottostanti impermeabili, tendono ad appesantirsi causando lo slittamento verso valle di intere masse di terra lungo gli strati impermeabili.
Lo svantaggio principale del rittochino risiede nella predisposizione all'erosione perché in ogni modo favorisce lo scorrimento superficiale dell'acqua in discesa. Questo svantaggio si accentua notevolmente con pendenze rilevanti (20-30%), con eccessive lunghezze dei campi e con la mancata predisposizione di opere di intercettazione dell'acqua alle testate; d'altra parte queste sono le condizioni che si presentano facilmente nell'ottica di una riduzione dei costi della meccanizzazione nelle aree collinari, soprattutto dove il limite del 15-20% di pendenza rende problematico il ricorso ad altre sistemazioni superficiali. Per questi motivi i regolamenti agroambientali predisposti dagli enti locali si sono spesso occupati negli ultimi decenni di questo aspetto, inquadrando la sistemazione a rittochino in contesti specifici, nell'ambito di progetti di ristrutturazione e riconversione settoriale e dei disciplinari di produzione integrata. L'orientamento attuale è quello di promuovere tecniche di gestione del suolo a basso impatto, come ad esempio l'inerbimento, o subordinare l'adozione del rittochino a rigidi vincoli tecnici e operativi .